# Continental Resources
Continental Resources, Inc. — американская компания по разведке и добыче нефти и природного газа, расположенная в Оклахома-Сити. С начала 2000-х годов стала ведущей нефтедобывающей и газовой компанией, которая в основном использует гидроразрыв пласта и горизонтальное бурение для добычи из пластов с низкой проницаемостью в нижних 48 континентальных штатах.
В компании Continental Resources работает около 1000 человек, она занимает Continental Oil Center в Оклахома-сити.

## Текущие операции
Основные активы компании включают формация Баккен в Северной Дакоте и Монтане, а также STACK и SCOOP в Оклахоме. В 2017 году общий объем производства составил 242 тыс. баррелей в день, из которых 57 % составляли нефть и 43 % — природный газ.

## История
В 1967 году Харольд Хамм основал компанию Shelly Dean Oil Co. (названа в честь двух дочерей Хамма).
В 1990 году компания была переименована в Continental Resources.
В 1995 году компания обнаружила то, что позже было названо месторождением Сидар-Хиллз в Северной Дакоте, 7-м по величине сухопутным месторождением в нижних 48 штатах США по доказанным запасам, и первым разработало его исключительно посредством точного горизонтального бурения.
В 2003 году компания пробурила свои первые скважины в формации Баккен.
В 2004 году компания завершила разработку Robert Heuer 1-17R в округе Дивид, первой коммерчески успешной скважине в Северной Дакоте, Баккен, для бурения в горизонтальном направлении и использования гидроразрыва пласта.
В 2007 году компания стала публичной компанией посредством первичного публичного предложения, в ходе которого Харольд Хамм продал свои акции на сумму около 300 миллионов долларов.
В 2008 году компания первой запустила горизонтальную скважину в зоне Три Форкс.
В 2010 году Continental представила технологию бурения ECO-Pad®, которая предусматривает бурение 4 скважин с 1 площадки. Это снизило стоимость бурения и увеличило выпуск продукции.
В 2012 году компания переехала из своего старого дома Инид (штат Оклахома) в новую штаб-квартиру в Оклахома-Сити.
В 2016 году компания продала активы в Северной Дакоте и Монтане за 222 миллиона долларов.
В 2017 году компания продала 26 000 акров в бассейне Аркома за 68 миллионов долларов.